# (2577) Litva
(2577) Litva (1975 EE3) – planetoida z grupy przecinających orbitę Marsa okrążająca Słońce w ciągu 2,63 lat w średniej odległości 1,9 j.a. Odkryta 12 marca 1975 roku.

## Księżyc planetoidy
11 marca 2009 podano do wiadomości informację, że planetoida ta posiada naturalnego satelitę. Ma on ok. 2,5 km średnicy, a odległość jaka dzieli go od głównego składnika to ok. 20 km. Okres obiegu wokół wspólnego środka masy to 35,81 godziny.